# Pere Puig (negociant)
Pere Puig   (Reus, segle XVII - Reus, segle XVIII) va ser un comerciant i polític que arribà a alcalde de Reus en diverses ocasions.
Era fill de Joan Puig, que havia estat jurat i conseller a l'Ajuntament de Reus entre 1680 i 1706, abans del Decret de Nova Planta i durant el període austriacista. Pere Puig va ser conseller de l'últim ajuntament, el 1716, abans de la repressió borbònica. Però el 1719, en un canvi de camisa instantani, va ser nomenat alcalde. Els alcaldes de Reus eren elegits per l'arquebisbe de Tarragona, ja que la ciutat era de la seva jurisdicció. Reus enviava una terna a Tarragona, que s'havia elegit per insaculació dels noms dels possibles candidats. El bisbe en triava un, que havia de prestar jurament al seu davant.
Els regidors s'elegien seguint les normes del marquès de Castel Rodrigo, Capità General de Catalunya, que consistien a confeccionar una llista de 14 individus que s'enviava a la Reial Audiència on feien elecció de set persones, les que tocaven a Reus pel nombre d'habitants. Vinculat a la burgesia comerciant i negociant de la ciutat, tenia els suports polítics i eclesiàstics per assumir l'autoritat en aquell moment.
L'historiador reusenc Andreu de Bofarull explica que el primer que va fer en ser designat alcalde va ser nomenar un agent de l'ajuntament a la ciutat de Barcelona per a la continuïtat dels negocis. Aquest agent va ser el metge Gabriel Monter, que més endavant seria també alcalde de Reus. Pere Puig va prendre possessió el 24 de juny de 1719, però el 26 de juliol, el guerriller Carrasclet va entrar a Reus amb una partida antiborbònica, va ocupar la ciutat i va empresonar les persones més riques i en va demanar rescat.
L'ajuntament va fugir a Tarragona, on hi havia una guarnició militar. Una companya de voluntaris borbònics van recuperar la ciutat al cap de dos dies i l'ajuntament tornà a Reus. L'alcalde, veient que l'ajuntament no tenia diners a causa de la guerra, va crear impostos especials i va reprimir les protestes durament, al·legant de vegades que els que protestaven eren austriacistes.
Pel febrer de 1720 va començar a veure's gent penjada a les muralles amb un cartell que deia que havien pertangut a la partida del guerriller Barceló. De fet, la repressió contra els austriacistes va ser general a tota la comarca. A partir del mes d'octubre d'aquell any Reus va tenir una guarnició de Reales Guardias de Infanteria. Pere Puig va cessar d'alcalde el 1721, però ho va tornar a ser el 1726-1728, el 1734-1736 i encara el 1739-1740. El 1730 va ser comptador municipal. Quan era alcalde el 1734 va haver de tornar a posar plets al comú de Vila-seca perquè aquest ajuntament s'oposava al fet que Reus utilitzés el port de Salou per a embarcar i desembarcar mercaderies, al·legant drets sobre el port. A més Vila-seca i el port de Cambrils es van unir per a impedir el transport de mercaderies procedents de o dirigides a Reus.
Pere Puig va aconseguir una solució favorable per part de la Reial Audiència i va nomenar diverses persones com a corredors de comerç, una professió molt ben considerada i lucrativa. Fins i tot Felip V aquell mateix any de 1734, va donar un reial privilegi nomenant un corredor per a la plaça de Reus. Saldoni Vilà, arxiver reusenc setcentista, inclou a Pere Puig en una llista de botiflers que titula "Memòria de aquells que han obrat contra la casa de Àustria en esta vila de Reus, que vuy ne diuen botiflers".